# 小行星4769

4769卡斯塔利亞 (Castalia /kəˈsteɪliə/；天文學臨時編號： 1989 PB{{{2}}})是一顆阿波羅型小行星，並且是有潛在威脅的近地小行星。它是第一顆以雷達成像為模型的小行星，直徑約1.4（0.87英里）。它是美國天文學家埃莉諾 赫莉(加州理工學院)於1989年8月9日在美國加州帕洛馬天文台發現的。它是一顆穿越金星和火星軌道的小行星，以希臘神話中帕納蘇斯(Parnassus)山的一位泉水女神之名命名為卡斯塔利亞。

## 一般資訊
卡斯塔利亞在1989年8月25日以0.0269378 AU（4,029,840 km；2,504,020 mi）(11月球距離內)掠過地球，依據阿雷西博天文台的斯科特·哈德森 (電子工程師)(華盛頓州立大學)和史蒂文·奧斯特羅}(噴射推進實驗室)以雷達觀測，生成該天體的三維模型。在1989年的通過中，卡斯塔利亞的光度達到12級的峰值。
卡斯塔利亞有一個花生形狀，暗示著兩個直徑約800米的碎片被它們相互間微弱的引力聚集在一起。從那時開始，雷達對小行星的觀測也發現其它的密接小行星。
因為卡斯塔利亞與地球的最小軌道相交距離是 0.0204 AU（3,050,000 km；1,900,000 mi），小於0.05天文單位，且其直徑大於150米所以它是一顆有著潛在威脅小行星。
它在接下來幾百年裡的軌道已經確定得很好。

## 外部連結
- Mike Nolan. . Arecibo Observatory. 1996-05-15  [2012-06-19]. （原始内容存档于2012-09-29）.
- NASA Asteroid Radar Search – The 228 Radar-Detected Asteroids: Asteroid 4769 Castalia （页面存档备份，存于）
- 小行星4769 at NeoDyS-2, Near Earth Objects—Dynamic Site
  - Ephemeris · Obs prediction · Orbital info · MOID · Proper elements · Obs info · Physical info · NEOCC
- 小行星4769 at ESA–空間情景意識方案
  - Ephemerides · Observations · Orbit · Physical Properties · Summary
- NASA JPL小天體瀏覽器上的小行星4769

| 前一小行星： 小行星4768 | 小行星列表 | 後一小行星： 小行星4770 |